# PP-19 Bizon
PP-19 «Bizon»（ロシア語: 9-мм пистолет-пулемёт с магазином большой емкости модели «Бизон»、「9mm機関短銃大容量型弾倉付き«Bizon»」の意）は、ロシアのイズマッシュ社が製造・販売していた短機関銃である。
本稿では、その派生型についても記述する。 

## 概要
AK由来の信頼性の高い機関部に独特の64発ヘリカルマガジンを装着した特徴を持つ短機関銃であり、1993年にヴィクトル・M・カラシニコフ（AKの開発者であるミハイル・T・カラシニコフの息子）やアレクセイ・E・ドラグノフ（SVDの開発者であるエフゲニー・F・ドラグノフの息子）らによって開発された。 
なお、愛称の「ビゾーン」（ロシア語: Бизон）はロシア語で「バイソン（野牛）」を意味し、稀に英語表記の「Bison」と誤記される事もある。

## 構造
Bizon-2は構成部品の6割をAKS74と共有している。安全装置もAK系と同じ大型のレバーで、上から順にセーフモード・フルオート（表記АВ）・セミオート（表記ОД）となっている。Bizon-2のリアサイトは、50・100・150 mの3（+2）段階に切り替え可能なタンジェントサイトで、射手から見て奥側の表示（白字の5・10）が常装弾の9x18mm PM用、手前側の表示（赤字（初期は白字）の5・10・15）が強装弾の9x18mm PMM用である。また、9x19mmを使用するPP-19-01 «Bizon-2-01»および派生型のPP-19-01 «Vityaz-SN»では50・100・150・200 mの4段階に切り替え可能なタンジェントサイト、PP-19-01 «Vityaz»ではAKS74Uの様な100・200 mの2段階に切り替え可能なフリップサイトである。
Bizonの最大の特徴として、「アルキメデスのねじ」の原理を応用した「シュニェーカヴィイ・マガジーン」（ロシア語: шнековый магазин）と称する円筒形の弾倉を、銃身と平行に装着していることが挙げられる。この弾倉は、他の短機関銃やアサルトライフルが下部にボックスマガジンを突き出しており伏射の障害になりやすいのに対し、コンパクトであると共に他の短機関銃には見られない64発という大容量を達成している。その一方、射撃を続けるうちに重心位置が変化してしまう、部品の複雑化により故障のリスクが高くなるという欠点もある。Bizon-2の初期型弾倉は、黒色に塗装されたアルミパイプ製で、外から確認できる残弾目盛りが4・24・44・64発目の4箇所に打ってある。後に、表面に滑り止めのリブと使用弾薬刻印を施し、内部の機構も大幅に改良した合成樹脂製弾倉へと変更された。なお、派生型のPP-19-01 «Vityaz»では、ヘリカルマガジンの代わりに一般的な合成樹脂製ボックスマガジンを使用する。
弾薬は9x18mmマカロフ弾（9x18mm PM）および強装弾の9x18mm PMMの他、新たに制式化された9x19mmパラベラム弾や、輸出向けの.380ACP弾（9x17mm）、特に貫徹力や弾道性能を重視した7.62x25mmトカレフ弾の各種バリエーションがある。また、銃口に装着できるサプレッサーも供給されている。PP-19で9x18mm PM弾または9x17mm弾を射撃した場合、後退するボルトのエネルギーは全てリコイルスプリングによって吸収され、ボルトはレシーバー後端に衝突することがないため、フルオート射撃時の安定性が向上する。

## 歴史
1990年代初頭、ロシア連邦は法執行機関向けの銃器として有効射程100 - 150 m程度の短機関銃を求めていた。これを受け、1993年に戦術的および技術的要件が提示され、1995年にイズマッシュ社はAKシリーズと同様の操作体系を持った9mm短機関銃、PP-19 «Bizon-2»を開発した。
1996年、ロシア内務省（MVD）はBizon-2を採用した。弾薬として、より高性能な防弾装備貫通能力を持った9x18mm PMMあるいは9x18mm PP(GRAU：57-N-181SMあるいは7N16)と呼ばれる強装弾を利用するようになり、これ以降Bizon-2は様々な派生型を生んだ。
2003年、ロシア内務省は、都市部では威力過剰であったAKS74Uに代わる新たな短機関銃を要求し、2004年には大幅な改良を施した新製品PP-19-01 «Vityaz»が開発、2005年にはロシア内務省によって採用され、さらにロシア連邦保安庁（FSB）にも採用されている。今日でもロシア連邦の官民を問わず様々な派生型が使用されており、他国にも輸出されている。
2010年代後半には、「«Vityaz-MO»研究開発計画」に基づきVityaz-SNの改良が行なわれ、2020年8月の「Army-2020」にてPPK-20が発表された。PPK-20はその後も改良が続けられ、2021年には既に採用試験を完了しており、ロシア連邦軍への採用についてはロシア国防省の最終決定を待っている段階である。

## バリエーション

### Bizon
AKS74を元に開発された短機関銃。使用弾薬は9x18mm。

### PP-19 Bizon-2
Bizonの改良型とされるモデル。使用弾薬は9x18mm。設計や部品の多くをAKS74と共有している。量産中、幾度にも渡って改良が施されており、様々なバリエーションが存在する。1996年にロシア内務省に採用された。
プロトタイプでは、表面が滑らかで後のものより全長がやや長いアルミパイプ製の66発（あるいは67発）ヘリカルマガジン、両側に3つの放熱孔が空いた鋼板製ハンドガード、AKS74Uに似たサイトガード付きのリアサイト（50・100 mに対応）とヒンジ付きレシーバーカバー、SVDから流用したフロントサイト、上部両側に大きな長方形の2つのスロットがあるコンペンセイター等を装備していた。
量産初期のモデルでは、フロントサイトはAKタイプとなり、リアサイトはタンジェントタイプに、レシーバーカバーはヒンジ無しの脱着式に、フラッシュサプレッサーやコンペンセイターは無く、残弾確認穴のあるアルミパイプ製の64発ヘリカルマガジンを使用する様に変更された。弾倉の改良に伴い、弾倉装着用ピンがフロントサイトブロック前方から後方に移り、かつ弾倉装着時に干渉しない様にハンドガード前端下部に切り欠きがついた。
1995年頃には、AK100シリーズに準じた暗視装置や光学照準器が装着可能なサイドレールの追加、銃口部にサプレッサーが装着できるよう着脱可能としたフラッシュサプレッサーの装備といった改良が施された。また、遅くとも2000年代初頭までには、表面に滑り止めのリブと使用弾薬刻印を施した、合成樹脂製の64発ヘリカルマガジンへと変更されている。

#### Bizon-2-01
PP-19 Bizon-2の使用弾薬を9x19mmに変更したモデル。2001年にロシア内務省に採用された。

#### Bizon-2-02
PP-19 Bizon-2の使用弾薬を9x17mmに変更したモデル。

#### Bizon-2-03
PP-19 Bizon-2のインテグラル・サプレッサーモデル。使用弾薬は9x18mm。旧名称Bizon-2B。初速を音速以下まで低下させるために銃身基部に複数の穴が空けられ、その周りを筒状の金属製メッシュおよびガス拡散室で覆う形となっており、銃口にはマズルタイプ・サプレッサーが装備されている。

#### Bizon-2-04
PP-19 Bizon-2のセミオートモデル。使用弾薬は9x18mm。

#### Bizon-2-05
Bizon-2-01のセミオートモデル。使用弾薬は9x19mm。

#### Bizon-2-06
Bizon-2-02のセミオートモデル。使用弾薬は9x17mm。

#### Bizon-2-07
PP-19 Bizon-2の使用弾薬を7.62x25mmに変更したモデル。1997年に開発された。

#### Bizon-2のラインナップ整理
2000年代に、Bizon-2シリーズのラインナップが大幅に整理された。使用弾薬別に、9x18mmモデルの«Bizon-2» (PP-19)、9x19mmモデルの«Bizon-2-01» (PP-19-01)、9x17mmモデルの«Bizon-2-02» (PP-19-02)の3機種を基本モデルとし、インテグラル・サプレッサーモデルのBizon-2-03およびセミオートモデルのBizon-2-04ないしBizon-2-06はこれらに統合され、7.62x25mmモデルのBizon-2-07は廃番となった。また、新たなBizon-2シリーズでは以下の様なオプションが選択できた。
1. セミ/フルオート切替式、または、セミオートのみの射撃モード
2. AKS74タイプの左側面折りたたみ式ストック、または、レシーバーカバー上部に重なるよう前上方に折りたためるストック
3. サプレッサー無しの通常モデル、着脱式サプレッサーモデル、インテグラル・サプレッサーモデル[注 4]

オプションの組み合わせによる品番の違いは下表の通りである。
| 使用弾薬 名称 (型番)           | 射撃モード | ストック   | サプレッサー   | サプレッサー   | サプレッサー       |
| 使用弾薬 名称 (型番)           | 射撃モード | ストック   | 無し           | 着脱式         | インテグラルタイプ |
| ------------------------------ | ---------- | ---------- | -------------- | -------------- | ------------------ |
| 9x18mm «Bizon-2» (PP-19)       | セミ/フル  | 左側折畳み | PP-19.Sb       | PP-19.Sb-01    | PP-19.Sb-04        |
| 9x18mm «Bizon-2» (PP-19)       | セミ/フル  | 上方折畳み | PP-19.Sb-02    | PP-19.Sb-03    | PP-19.Sb-05        |
| 9x18mm «Bizon-2» (PP-19)       | セミ       | 左側折畳み | PP-19.Sb-30    | PP-19.Sb-31    | PP-19.Sb-34        |
| 9x18mm «Bizon-2» (PP-19)       | セミ       | 上方折畳み | PP-19.Sb-32    | PP-19.Sb-33    | PP-19.Sb-35        |
| 9x19mm «Bizon-2-01» (PP-19-01) | セミ/フル  | 左側折畳み | PP-19-01.Sb    | PP-19-01.Sb-01 | PP-19-01.Sb-04     |
| 9x19mm «Bizon-2-01» (PP-19-01) | セミ/フル  | 上方折畳み | PP-19-01.Sb-02 | PP-19-01.Sb-03 | PP-19-01.Sb-05     |
| 9x19mm «Bizon-2-01» (PP-19-01) | セミ       | 左側折畳み | PP-19-01.Sb-30 | PP-19-01.Sb-31 | PP-19-01.Sb-34     |
| 9x19mm «Bizon-2-01» (PP-19-01) | セミ       | 上方折畳み | PP-19-01.Sb-32 | PP-19-01.Sb-33 | PP-19-01.Sb-35     |
| 9x17mm «Bizon-2-02» (PP-19-02) | セミ/フル  | 左側折畳み | PP-19-02.Sb    | PP-19-02.Sb-01 | PP-19-02.Sb-04     |
| 9x17mm «Bizon-2-02» (PP-19-02) | セミ/フル  | 上方折畳み | PP-19-02.Sb-02 | PP-19-02.Sb-03 | PP-19-02.Sb-05     |
| 9x17mm «Bizon-2-02» (PP-19-02) | セミ       | 左側折畳み | PP-19-02.Sb-30 | PP-19-02.Sb-31 | PP-19-02.Sb-34     |
| 9x17mm «Bizon-2-02» (PP-19-02) | セミ       | 上方折畳み | PP-19-02.Sb-32 | PP-19-02.Sb-33 | PP-19-02.Sb-35     |

なお、2009年時点で、9x17mm弾を使用する«Bizon-2-02»は既にラインナップから外されている。

### PP-19-01 Vityaz
Bizonを元に、一般的な30発ボックスマガジンを使用する様改良した短機関銃で、2004年に開発された。使用弾薬は9x19mmで、ロシア国内の警察や内務省向けに開発された。愛称の「ヴィーチシ」（ロシア語: Витязь）は「騎士」「英雄」等を意味する。

### PP-19-01, isp. 10 Vityaz
PP-19-01 Vityazの改良型で、既に製造終了していたAKS74Uの製造ラインを再活用するため、AKS74Uと出来る限り部品を共通化したモデル。AKS74Uとの外観上の違いは、9x19mm弾に対応した弾倉・ボルト・レシーバーカバー等や、サプレッサーが装着できるよう着脱可能とした新型フラッシュサプレッサー・マズルブレーキ、暗視装置や光学照準器が装着可能なサイドレール等である。なお、レシーバーもAKS74Uと共通化してあり、他の«Bizon»シリーズ並びに«Vityaz»シリーズの様なレシーバーの短縮化は施されていない。このモデルは区別のためPP-19-01, バージョン10 «Vityaz»（ロシア語: 9-мм пистолет-пулемет ПП-19-01, исполнение 10 «Витязь»）（PP-19-01.Sb-10）と呼称されている。

### PP-19-01, isp. 20 Vityaz-SN

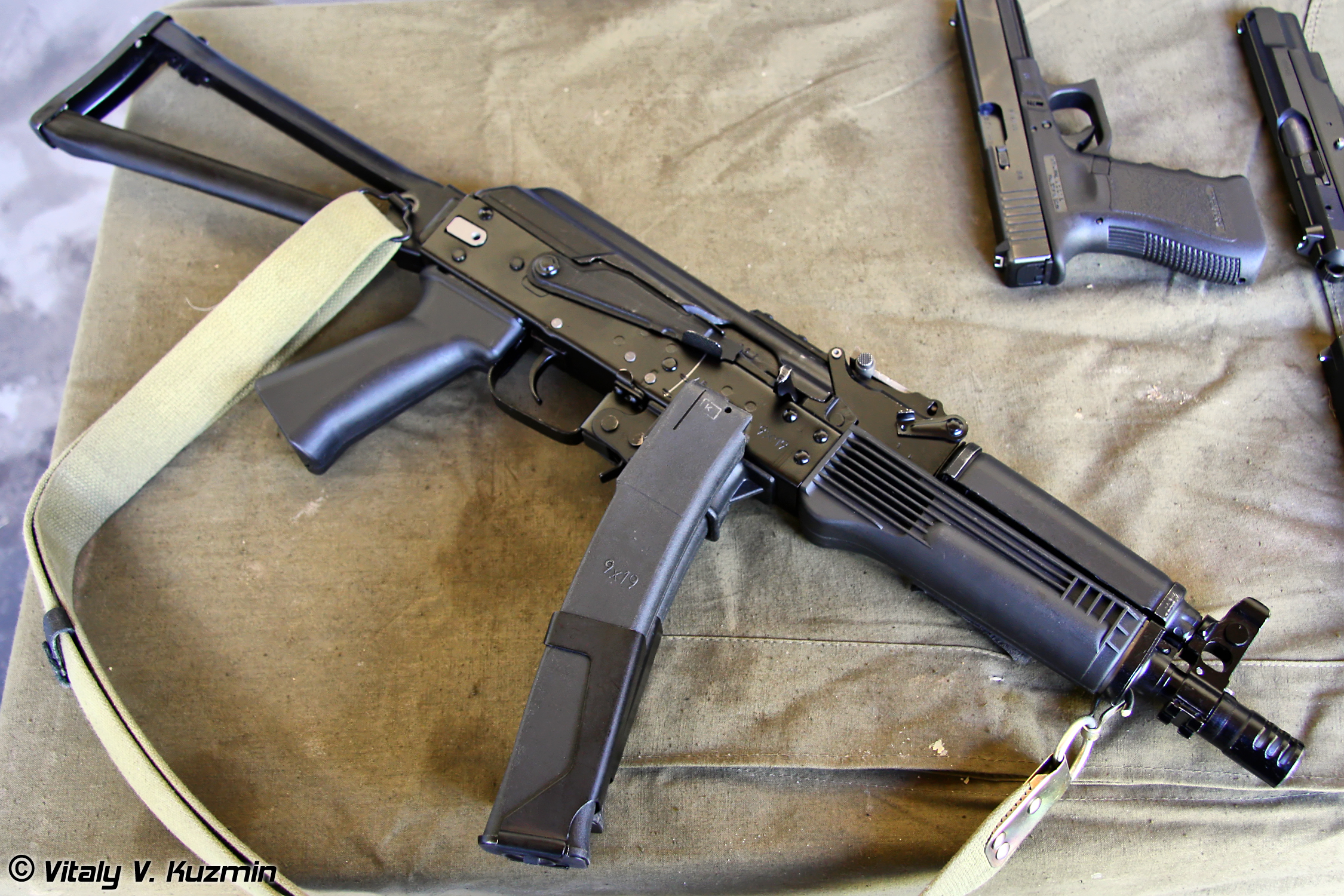
PP-19-01, isp. 20 Vityaz-SN

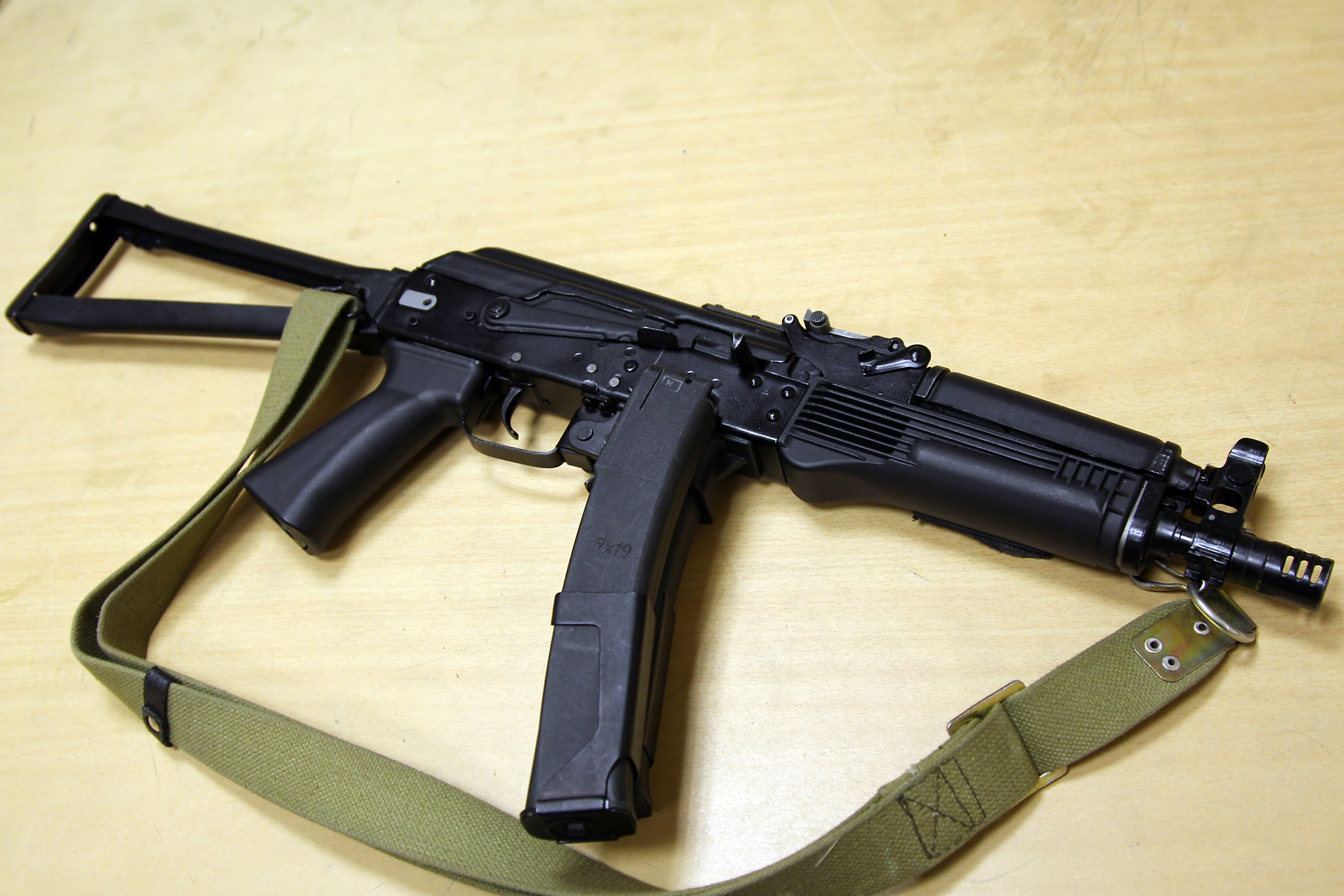
PP-19-01, isp. 20 Vityaz-SN

Vityazの改良型で、AK105に準じた各種改良を施したモデル。構成部品の7割以上をAK74MおよびPP-19 Bizon-2と共有している。2005年にロシア内務省に採用された他、ロシア連邦保安庁（FSB）およびロシア連邦警護庁（FSO）にも採用されている。このモデルは区別のためPP-19-01, バージョン20 «Vityaz-SN»（ロシア語: 9-мм пистолет-пулемет ПП-19-01, исполнение 20 «Витязь-СН»）（PP-19-01.Sb-20）と呼称されている。
グリップは太めのものとなり、リアサイトブロックやハンドガード等はAK105に似たものとなっている。また、暗視装置や光学照準器の装着用として、当初はAKで一般的なレシーバー左側面のサイドレールを装備していたが、後にオプションとして、サイドレールを廃してレシーバーカバー上部にピカティニーレールを備えたモデル（PP-19-01.Sb-20）か、もしくは従来のサイドレールのみのモデル（PP-19-01.Sb-20-01）かのいずれかを選択できるようになった。
なお、現在販売されているモデルは、レシーバーカバー上部のピカティニーレールが改良されている他、レシーバー左側面へのドブテール・レールの再装備、ロア・ハンドガード下部および右側面へのピカティニー・レール追加といった改良が施され、後年にはフロントサイトベース下部にもレールが追加されている。

### Vityaz-MO
Vityaz-MO(GRAU：6P73)は、「«Vityaz-MO»研究開発計画」に基づき開発されたVityaz-SNの改良型で、専用のクイック・デタッチャブル式低騒音射撃装置（PMS）(GRAU：6Ch66)と共に2018年に発表された。6Ch66サプレッサーを装着できる銃身固定のバードケージ型フラッシュサプレッサー、改良されたピカティニーレールを上部に備えたレシーバーカバー、ピカティニーレールを下部および右側に備えたロアハンドガード等が装備されている。なお、レシーバー左側面にサイドレールは無い。
2020年7月には、AK-12 (2型)に似た左側面折りたたみ式の伸縮ストック、AK-12 (1型)に似たフィンガー・チャネル付きのグリップ、右手人差し指で操作できるよう延長されたセレクター等を装備した改良型が、国による採用試験を完了したと発表された。

### PPK-20

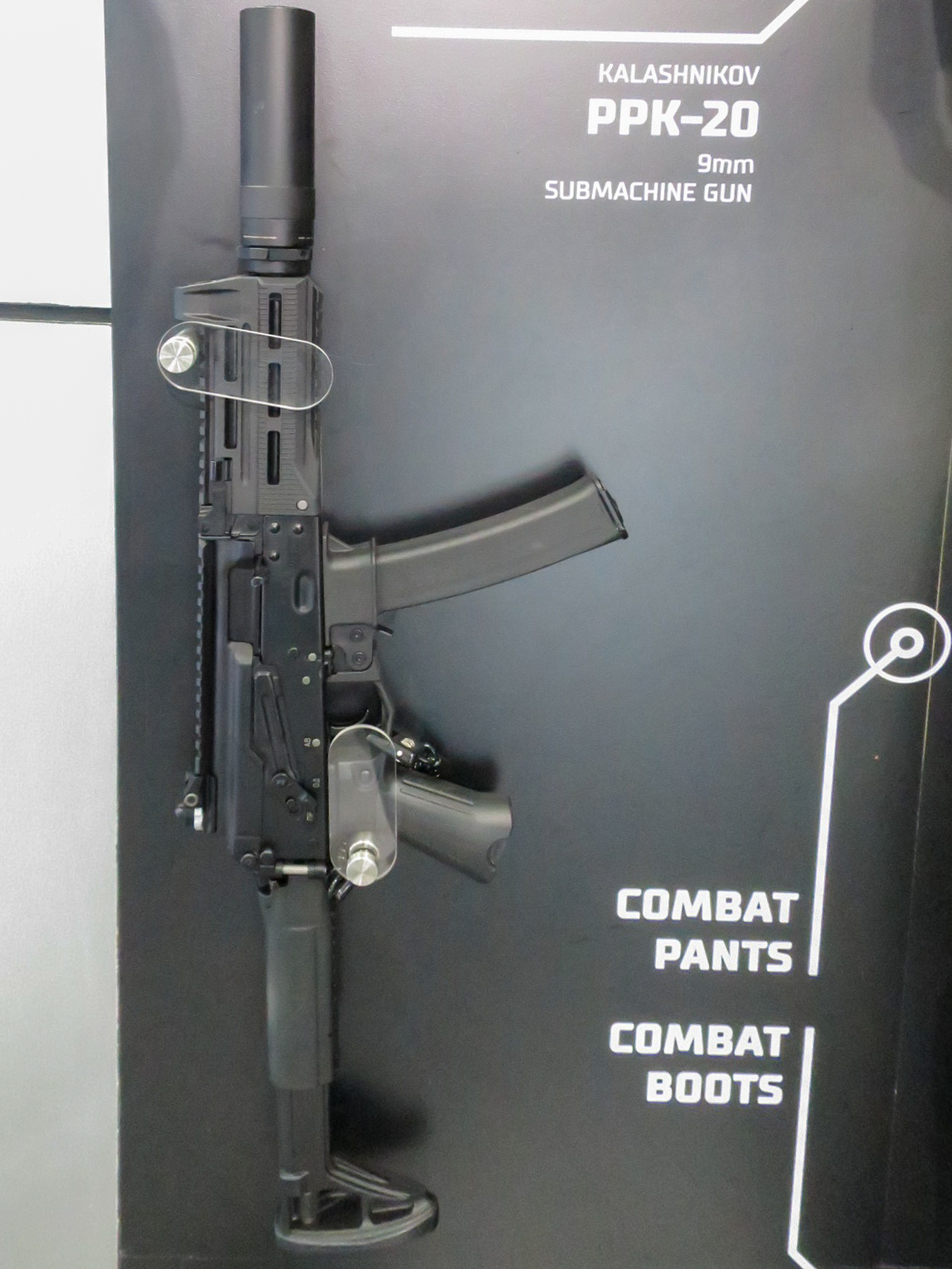
「ドバイ・エアショー 2023」にて展示されたPPK-20。サプレッサーが取り付けられている。

PPK-20(GRAU：6P73)は、「«Vityaz-MO»研究開発計画」により開発されたもので、Vityaz-MOにさらなる各種改良を施したモデル。口径9x19mm。
2020年8月の「Army-2020」では、Vityaz-MOにPPK-20の名称が与えられ正式に発表された。
2021年8月の「Army-2021」では更に改良が進められており、181.5 mmまで短縮化された銃身、ピカティニー・レールを備えたAK-12タイプのレシーバーカバー、上下面にピカティニー・レールおよび両側面にM-LOKスロットを備えた新型ハンドガード、AM-17に似た右側面折りたたみ式の伸縮ストック、AK-12 (2型)に似たクリーニングキット内蔵のグリップとトリガーガードを一体化したグリップ・アセンブリ、左右どちらの親指でも操作できるアンビタイプ・セレクター、レシーバーカバー後端に配置されたサイトガード付きのピープ形リアサイト、ハンドガードと一体化したフロントサイトおよびサイトガード等を装備している。2021年夏時点において、PPK-20は既に採用試験を完了しており、ロシア連邦軍への採用についてはロシア国防省の最終決定を待っている段階である。

### サイガ-9
カラシニコフ・コンツェルン社が開発、販売するVityaz-SNベースの民間向けカービンモデル。狩猟や競技向けに販売されており、フルオートは廃止されセミオートのみになっている。

### TR9 パラドックス
2019年6月の国際軍事技術フォーラム「Army-2019」で発表された345 TK弾を使用するVityaz-SNベースの民間向けカービンモデル。

## 登場作品

### アニメ・漫画
『うぽって!!』
ビゾンという擬人化キャラが登場。
『Angel Beats!』
第1話および第8話にて、死んだ世界戦線（SSS）のメンバーが使用。
『やわらか戦車』
第6話にて、飛行機に乗り込もうとしたテロリストが所持。第10話では、ベイベーが兄者に対して発砲。
『ソードアート・オンライン オルタナティブ ガンゲイル・オンライン』
チームSHINCのターニャが使用。

### ゲーム
『Alliance of Valiant Arms』
「Bizon PP-19」という名称で、ゲーム内兵科「ポイントマン」の主武器として登場。デフォルトでは装弾数64発の9x18mmマカロフ弾を使用するマガジンを、カスタマイズで装弾数53発の9x19mmパラベラム弾を使用するマガジンに変更可能。
また、「Bizon Arachne」という名称で強化版をゲーム内ガチャで入手可能。
『ARMA 2』
PP-19と、サプレッサー装備型のPP-19 SDが登場。
『Far Cry 3』
「BZ19」という名称で登場。サイトやサプレッサーの有無、銃器の色をカスタマイズできる。
『MASSIVE ACTION GAME』
「ビペラ2」の名称で登場。セイバーのサブマシンガンであり、トップクラスの装弾数を誇る。
『OPERATION7』
ゲームの仕様により様々なカスタムが可能となっている。
『Operation Flashpoint: Cold War Crisis』
時代設定が1985年であるにもかかわらず登場している。ソ連軍陣営の特殊部隊兵科（スペツナズ）で使用可能な短機関銃として、サプレッサー付きのものを使用可能。
『Paperman』
威力は低めだが、連射力が高いという設定になっている。弾数が50発になっている。現在では調整が入って弱体化されたが、弱体化前は最強武器の一角として猛威を振るっていた。
『PLAYERUNKNOWN'S BATTLEGROUNDS』
PC版では「PP-19 Bizon」、モバイル版では「PP-19」という名称で登場。装弾数53発。サイトやマズル、アクセサリーが装着可能。
『SOCOM: U.S. Navy SEALs Portable』
「BIZON」という名称で登場。
『WarRock』
「BIZON」という名称で登場。AIパッケージで購入できる。
『ゴーストリコン フューチャーソルジャー』
「PP19」という名称で登場。ロシア軍特殊部隊「ボダーク」の短機関銃である。装弾数64発。
『コール オブ デューティシリーズ』
『CoD:G』
「Bizon」という名称で登場。マルチプレイモードにて新規開始時から使用できる。
『CoD:MW』
「PP19 Bizon」の名称で登場。
『CoD:BOCW』
PP-19に似ているが、細部の仕様が異なる銃(恐らく年代的に試作モデルという設定)が「Bullfrog」として登場する。
『CoD:MWII』
PP-19が「MINIBAK」、PP-19-01が「VAZNEV-9K」という名称で登場する。
『CoD:Mobile』
「PP19 Bizon」の名称で登場。マルチプレイ、バトルロワイアルで使用可能。　
『サイフォンフィルター』
「BIZ-2」の名称で登場する。
『ソードアート・オンライン フェイタル・バレット』
サプレッサー仕様が「スパイラルシャドウ」の名称で登場。放熱孔の数と位置が異なる架空銃である。レインが使用する。
『ディビジョン』
「PP-19」の名称で登場する。
『バイオハザード7 レジデント イービル』
「マシンガンP19」の名称で登場する。
『バトルフィールドシリーズ』
『BF2』
MEC対戦車兵で使用可能。
『BF3』
「PP-19」という名称で登場。DLC「Back to Karkand」により追加される。装弾数55発。
『バトルフィールド2042』Zenit社製ストックなどでカスタムされたPP-19 Bizon-2が「PP-29」として登場。
『フリーダム・ファイターズ』
「サブマシンガン」という名称で登場。見た目はPP-19であるが、装弾数が40発になっている。
『メタルギアソリッド4』
ドレビンショップで購入可能。